# Сиирт (вилает)
Сиирт (на турски: Siirt) е вилает в Югоизточна Турция. Административен център на вилаета е едноименния град Сиирт.
Вилает Сиирт е с население от 266 159 жители (оценка от 2006 г.) и обща площ от 5406 кв. км. Разделен е на 7 общини.

## Население
Численост на населението според преброяванията през годините:
| Година | Численост |
| 1990   | 243 435   |
| 2000   | 263 676   |
| 2011   | 309 599   |